# Eucera kyrenaica
Eucera kyrenaica là một loài Hymenoptera trong họ Apidae. Loài này được Friese mô tả khoa học năm 1923.